# فاليريان بروزيك
ولد فاليريان بروزيك يوم 21 أكتوبر عام 1923 ومات يوم 3 فبراير 2006. وهو مخرج أفلام بولندي معروف دولياً، وصفه النقاد بأنه «عبقري وتبين أيضاً انه مصور إباحي». أخرج بروزيك 40 فلماً بين عاميّ 1946 و 1988. أستقر في باريس في سنة 1959 وأكمل عمله بشكل رئيسي في فرنسا كمخرج أفلام.

## سيرتة الشخصية
ولد بروزيك في كفيلتش بالقرب من مدينة بوزنان، ودرس الرسم في أكاديمية الفنون في كراكوف، ثم كرس نفسه للرسم والطباعة الحجرية،  بما في ذلك إنشاء ملصقات للسينما،  والتي منحته جائزة وطنية في عام 1953. وكانت أفلامه الأولى سريالية الرسوم المتحركة، بعض هذه الأفلام لم تتجاوز بضع ثوان، وعمل ايضاً على رسم ونقش الأحرف الأبجدية. أشهر أفلامه المبكرة كانت
Był sobie raz (Time Upon a Once) (1957) and Dom (House) (1958, مع Jan Lenica).

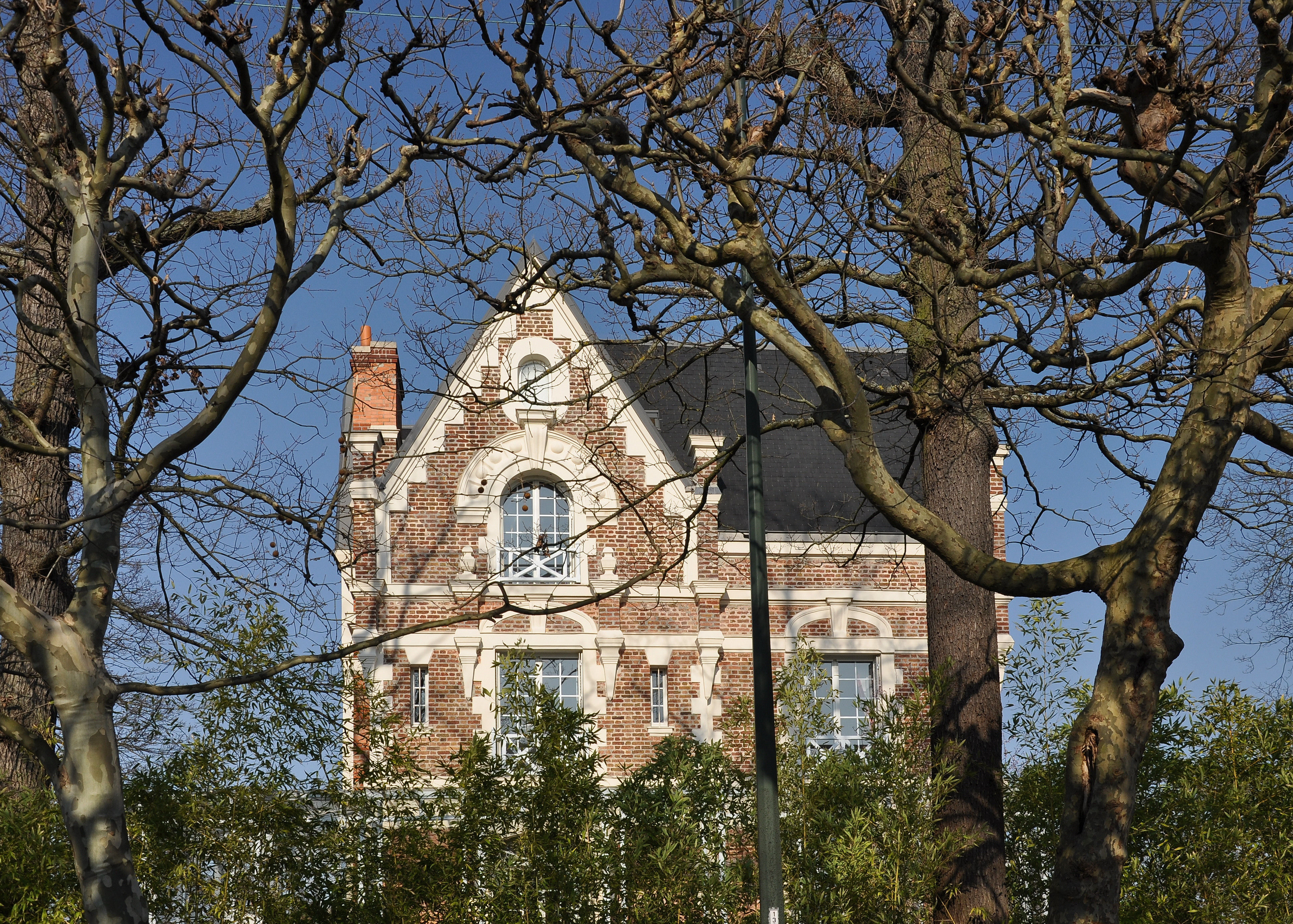
المنزل الواقع في Vésinet بالقرب من باريس حيث عاش الفنان آخر ثلاثين عامًا من حياته.

هاجر بروزيك عام 1959 إلى فرنسا واستقر في باريس. وعمل مع كريس ماكر لـ Les Astronautes . كانت أعماله الرئيسية في هذه الفترة (Renaissance (1963، والذي أستخدم فيه أسلوب الحركة العكسية لتصوير العديد من الأشياء التالفة مثل (كتاب صلاة، لعبة محشوة، إلخ) ومن ثم تعيد هذه الأشياء تشكيل نفسها من جديد، فقط ليتم تدميرها مرة أخرى بواسطة (قنبلة), و Jeux des anges (1964)، الذي اختاره تيري جيليام كواحد من أفضل عشرة أفلام رسوم متحركة في التاريخ. في عام 1967، أخرج أول فيلم رسوم متحركة له، Théâtre de Monsieur & Madame Kabal: un film dessiné pour les adultes (Mr. and Mrs. Kabal's Theatre).
انتقل بروزيك بعد ذلك تصوير الأفلام الروائية بداية مع Goto, l'île d'amour و (Blanche (1971 وكلاهما حكايات عن الحب الغير مشروع الذي أحبطه الأزواج الغيورين، قام هو وزجته، ليجيا برانيس بدور البطولة في كِلا الفيلمين. يعتبر فيلم Dzieje grzechu (قصة خطيئة) (1975) أحد أكثر أفلامه تقديراً وإشادة حيث تم ترشيح الفيلم لجائزة السعفة الذهبية، وهو فيلم مقتبس من رواية أدبية بولندية كلاسيكة تحمل نفس الأسم للكاتب ستيفان سيرومسكي.حيث نجح الفيلم في تقديم موضوعات حول الإغواء وقتل الأطفال. له ايضاً فيلم اخر مقتبس من رواية غي دو موباسان، 1966 Rosalie الحائز على جائزة الدب الفضي.
له ايضاً أعمال تعتبر مثيرة للجدل مثل Contes immoraux
(الحكايات غير الأخلاقية) (1973), Interno di un convento (خلف جدران الدير) (1977) (المستوحى من Promenades dans Rome of Stendhal) و Cérémonie d'amour (طقوس الحب) (1988) حيث أشاد بها البعض لرؤيتها السريالية الفريدة وسخر منها آخرون باعتبارها مواد إباحية خالية من المضمون. رأى الكثيرون فيلم La Bête
(الوحش 1975) (المقتبس من رواية Lokis للمؤلف بروسبير ميريميه والذي تم تصويره في الأصل في عام 1972 كفيلم بمفرده، ولكن بعد ذلك في عام 1973 باعتباره القصة الخامسة لسلسلة Contes immoraux) رأى الكثيرون أن الفيلم سقطة في مسيرة المخرج بعد نجاح فيلمة Dzieje grzechu ، باستثناء فرنسا، حيث أشاد به نقاد بارزين مثل كان أدونيس أ. كيرو. وله ايضاً فيلم "Lulu" عام 1980 المقتبس من الشخصية التي تحمل نفس الاسم من صنع فرانك ويديكيند.
في عام 1981، قام بعمل Docteur Jekyll et les femmes (Blood of Dr Jekyll)، وهو نسخة من قصة Jekyll and Hyde من بطولة يودو كيير وباترك ماجي وتُصورالقصة تحول Jekyll على أنه متمرد عنيف ضد الأخلاق الفيكتورية. وصف كيم نيومان في كتابة Nightmare Movies على أن الفيلم «سوداوي ومهين بشكل مثير للإهتمام». عاد بروزيك
لفترة وجيزة للرسوم المتحركة بفيلمة القصر Scherzo infernal عام 1984 وفي عام 1987  أخرج Emmanuelle 5 وهو جزء من سلسلة Emmanuelle. تم إصدار الفيلم بنسخة hardcore video-only. لم يكن بروزيك سعيد بسبب نزاع بشأن إختيار الممثلة الرئيسية مونيك غابرييل. في عام 1988 و 1990 أخرج أربع حلقات من سلسلة Série rose: Les Chefs d'uvre de la littérature érotique على M6
يستخدم بروزيك في العديد من أفلامة أحداث تاريخية، مثل Ars Amandi: l'arte di amare) عام 1983 و تدور أحداث الفيلم في زمن Ovid (ويظهر الشاعر كشخصية) أيضا، فيلم Blanche ، حيث تقع أحداثه في العصور الوسطى؛ وثلاث من أربع حلقات في سلسلة Contes immoraux ، تدور أحداثها على التوالي في القرن التاسع عشر، والقرن السادس عشر، وعن إسكندر السادس.
عدد من أفلامه (مثل «حكاية» La Marée) في Contes immoraux ، و 1976 La Marge وحلقة
Marceline in Les Héroïnes du mal: Margherita, Marceline, Marie ، Marie 1979)، و Cérémonie d'amour) مقتبسة من قصص الكاتب الفرنسي اندري بيير جي ماندريا. كانت هناك أعمال أقل شهرة وهي
Une Collection لعام 1973، وهي تمثيل لمجموعة بروزيك للمواد الإباحية، بالتعاون مع الكاتب ماندياريجيس حيث كتب (وقرأ) السرد.
ألف بروزيك كتابين: Anatomia diabła (تشريح الشيطان) (1992) و Moje polskie lata (سنواتي البولندية) (2002).
وتوفي في باريس عام 2006 بسبب قصور في القلب عن عمر يناهز 82 عاما.

## الجوائز
- رُشح: BAFTA Award for Best Animated Film — Dom (1960) (shared with Jan Lenica)
- فاز: Special Jury Award for Best Short Film — Le concert de M. et Mme. Kabal (1963)
- فاز: Special Mention Award for Best Short Film — Rosalie (1966)
- فاز: Silver Berlin Bear for Best Short Film — Rosalie (1966)
- فاز: Special Jury Prize — Rosalie (1967)
- فاز: Interfilm Award — Théâtre de Monsieur & Madame Kabal (1967)
- فاز: Interfilm Grand Prix — Blanche (1972)
- Nominated: Palme d'Or — Dzieje grzechu (1975)
- فاز: Maria Award for Best Director — Docteur Jekyll et les femmes (1981)[7]

## روابط خارجية
- فاليريان بروزيك في قاعدة بيانات الأفلام على الإنترنت
- Walerian Borowczyk, bio and filmography at culture.pl
- Where to Begin with Walerian Borowczyk